# ТЭП80
ТЭП80 — опытный пассажирский восьмиосный тепловоз с электрической передачей переменно-постоянного тока, производившийся в СССР с 1988 по 1989 на Коломенском тепловозостроительном заводе. Конструктивно основан на шестиосных тепловозах ТЭП70, но отличается от них четырёхосными тележками вместо трёхосных и большей длиной, а также в полтора раза более мощным дизелем по сравнению с ТЭП70, аналогичным по мощности дизелю тепловоза ТЭП75. 
Всего было построено два тепловоза данной серии. Из-за снижения объёма пассажироперевозок в 1990-х годах тепловозы оказались невостребованными и так и остались опытными — первый работал непродолжительное время в депо Великие Луки на линии Москва — Рига, а второй после модификации в скоростное исполнение проходил испытания на линии Москва — Санкт-Петербург, установив мировой рекорд скорости для тепловозов в 271 км/ч. В настоящее время первый тепловоз находится в железнодорожном музее в Новосибирске, а второй — в Санкт-Петербурге.

## Создание и производство
Решение о создании односекционного восьмиосного пассажирского тепловоза с номинальной мощностью дизеля 6000 л.с. было обусловлено увеличением в 1980-е годы составности пассажирских поездов с 16-18 до 20-22, а в отдельных случаях до 24 вагонов. Для вождения таких поездов с высокой скоростью на неэлектрифицированных линиях Коломенский завод строил двухсекционные тепловозы 2ТЭП60 на базе односекционных ТЭП60 с двухтактными двигателями мощностью в 3000 л.с. в каждой секции. Однако ТЭП60 с двухтактными двигателями и электрической передачей постоянного тока уступали по мощности и удельному расходу топлива новым перспективным тепловозам ТЭП70 с четырёхтактными двигателями мощностью в 4000 л.с и электрической передачей переменно-постоянного тока, которые до середины 1980-х годов выпускались в Коломне малой серией. Применение односекционных тепловозов по сравнению с двухсекционными той же мощности позволило бы значительно снизить ремонтные и эксплуатационные расходы.
Для перспективной замены двухсекционных тепловозов 2ТЭП60 новыми односекционными тепловозами аналогичной мощности ещё в 1976 и 1977 годах Коломенский завод построил два шестиосных тепловоза ТЭП75 с двигателем мощностью в 6000 л.с. вместо 4000 л.с. у ТЭП70, на базе конструкции которого он был создан. Из-за слишком большой массы дизель-генератора тепловоз ТЭП75 массой 147 т имел слишком высокую осевую нагрузку в 24,5 т против 22,5 т у ТЭП70, ввиду чего оказывал чрезмерно сильное воздействие на путь, особенно при высоких скоростях. При этом на нём отсутствовал реостатный тормоз, установка которого увеличила бы вес тепловоза ещё сильнее. Поэтому серийное производство таких тепловозов не было начато.
В 1985 году Коломенский завод выпустил последние тепловозы серии ТЭП60, а в 1987 — 2ТЭП60, перейдя на полномасштабный выпуск серии ТЭП70. В связи с этим вопрос создания нового тепловоза мощностью 6000 л.с. на базе ТЭП70, но с допустимой осевой нагрузкой от колёсных пар на рельсы и возможностью размещения на нём оборудования для реостатного торможения, вновь стал актуальным. Поскольку снижение массы локомотива представлялось затруднительным, было решено перейти от шестиосного экипажа к восьмиосному. В итоге специалистами завода под руководством главного конструктора Юрия Хлебникова была разработана оригинальная четырёхосная сочленённая тележка, и в 1988 и 1989 годах Коломенский завод выпустил два тепловоза, получивших обозначение серии ТЭП80 и номера 0001 и 0002 соответственно.
В начале 1990-х годов испытания новых тепловозов ТЭП80 были успешно завершены, что позволяло начать их серийное производство. В 1995 году указом Президента России Бориса Ельцина конструкторы завода были удостоены государственной премии за разработку данной модели тепловоза. Однако финансовое положение МПС РФ, высокая стоимость и снижение потребности в тепловозах данного типа в связи с падением пассажиропотока привели к тому, что решения о серийном выпуске принято не было, и тепловозы так и остались опытными. Данные по выпуску тепловозов ТЭП80 по годам приведены в таблице:
| Год выпуска | Количество | Номера     |
| 1988        | 1          | 0001       |
| 1989        | 1          | 0002       |
| Всего       | 2          | 0001, 0002 |

## Общие сведения

### Назначение
Тепловозы ТЭП80 предназначены для вождения пассажирских поездов повышенной длины и массы на неэлектрифицированных участках железных дорог колеи 1520 мм. По мощности дизеля они в полтора раза превосходили серийные тепловозы ТЭП70 и позиционировались в первую очередь как замена тепловозам серии 2ТЭП60 на наиболее загруженных неэлектрифицированных маршрутах, где тепловозы ТЭП70 были недостаточно мощными для вождения длинных составов из 20—30 вагонов с требуемой скоростью. По сравнению с ТЭП70 и особенно ТЭП60, они имели меньший удельный расход топлива. Тепловоз в скоростном исполнении мог использоваться для вождения поездов обычной длины на неэлектрифицированных скоростных линиях.

### Окраска
Первый тепловоз изначально имел оригинальную окраску, в которой верхняя треть кузова на уровне окон кабины была окрашена в светло-серый цвет, а середина и низ кузова и путеочиститель — в красно-оранжевый, при этом чуть выше границы основной красно-оранжевой зоны проходила ещё одна узкая полоса такого же цвета, имевшая изгиб по диагонали между окном и дверью кабины, направленный вверх и назад, а снизу по бокам была узкая серебристая полоса. Ещё до первого выхода с завода он был перекрашен в оранжево-коричневую цветовую схему, схожую со стандартной окраской ТЭП70: середина по всему периметру и верх в зоне кабин машиниста окрашивались в красно-коричневый цвет, а низ по периметру и верх по бокам между кабинами — в оранжевый, при этом на границе коричневой полосы сверху и снизу имелось по одной узкой белой полосе, из которых верхняя полоса между боковым окном и дверью кабины также делала изгиб с наклоном вверх и назад (у ТЭП70 эта же полоса наклонена вперёд), при этом по сравнению с ТЭП70 вторая белая полоса в зоне кабины отсутствовала. Такую же окраску изначально имел и второй тепловоз, который позже по аналогичной схеме перекрасили в другие цвета ближе к красному: верх и низ стал малиново-красным, а середина — бордово-красной. Заниженная часть рамы спереди между путеочистителем и основной частью во всех вариантах окрашивалась в оранжевый цвет.

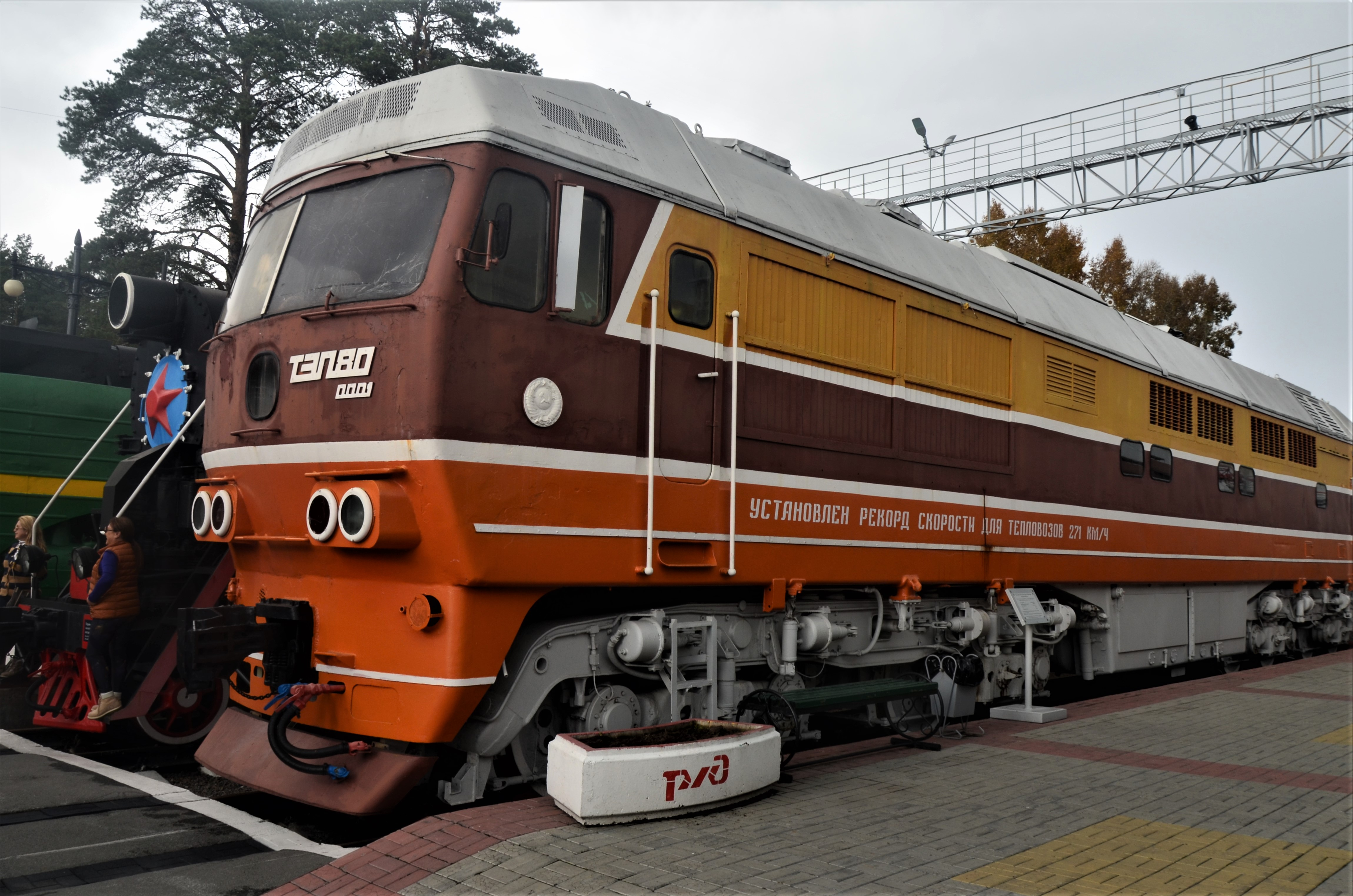
Тепловоз ТЭП80-0001 в оранжевой окраске, близкой к заводской
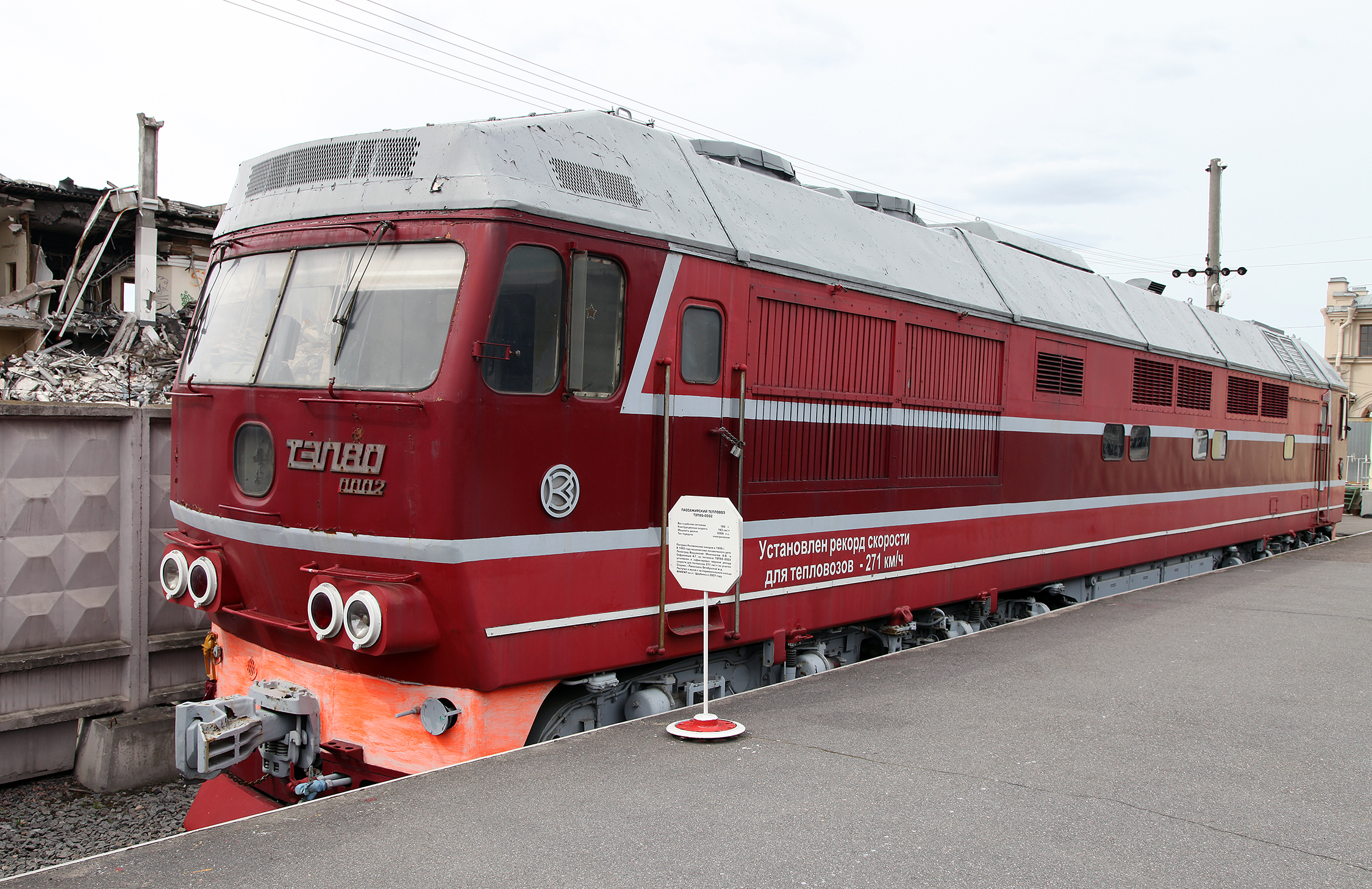
Тепловоз ТЭП80-0002 в малиново-красной окраске
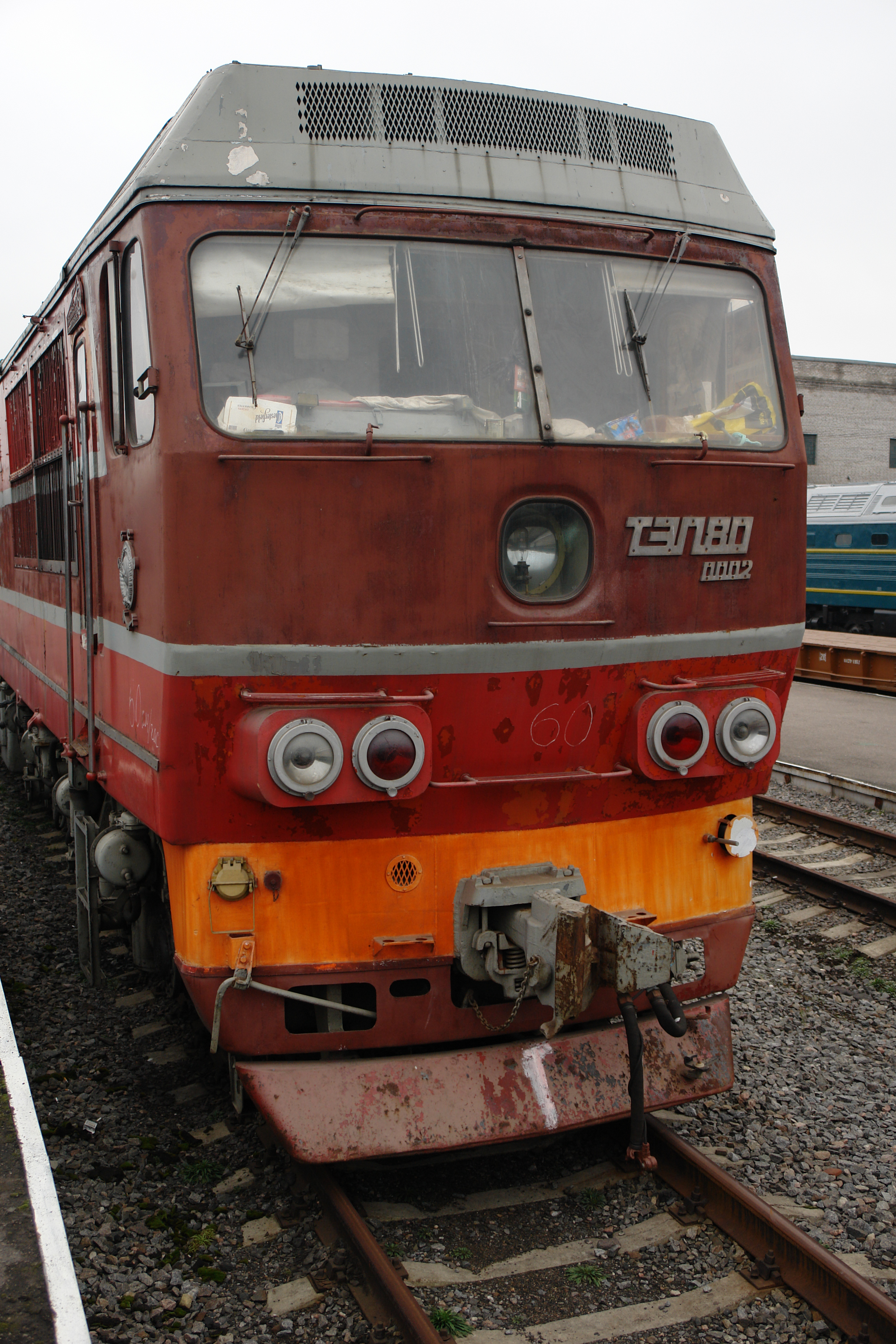

### Нумерация и маркировка
Тепловозы ТЭП80, как и их предшественники, получили четырёхзначные номера. Обозначение серии и номера тепловоза на лобовой части кабины под лобовым стеклом сбоку от прожектора со стороны левого борта в виде соединённых накладных металлических букв с курсивным начертанием. В верхней строчке крупным шрифтом нанесено обозначение серии ТЭП80, в нижней строчке более мелким шрифтом — номер тепловоза 0001 или 0002. 
Под боковым окном кабины машиниста на той же высоте, что и лобовая маркировка, под левому борту относительно каждой кабины закреплялся круглый логотип завода, а по правую — герб. Также над входной дверью по правому борту относительно каждой кабины закреплялась стилизованная заводская табличка, расширяющаяся слева направо, на которой указывалась страна постройки (СССР), завод, год выпуска и заводской номер локомотива, а справа — логотип завода. При этом на тепловозе 0001 оригинальная табличка была утрачена, и после установки в музей её заменили на табличку с тепловоза ТЭП60 1984 года выпуска, в результате чего на локомотиве стал обозначаться неверный год и заводской номер. На тепловозе 0002 сохранились оригинальные таблички, но год выпуска указан как 1990-й.
Также на втором тепловозе после установления им рекорда скорости в 271 км/ч об этом были нанесены памятные надписи белой краской позади левой входной двери в кабину по каждому борту. После установки тепловоза 0001 в музей в 2009 году аналогичная надпись для дополнительного антуража появилась и на нём, хотя он в высокоскоростных испытаниях не участвовал и по редуктору не приспособлен для достижения таких скоростей.

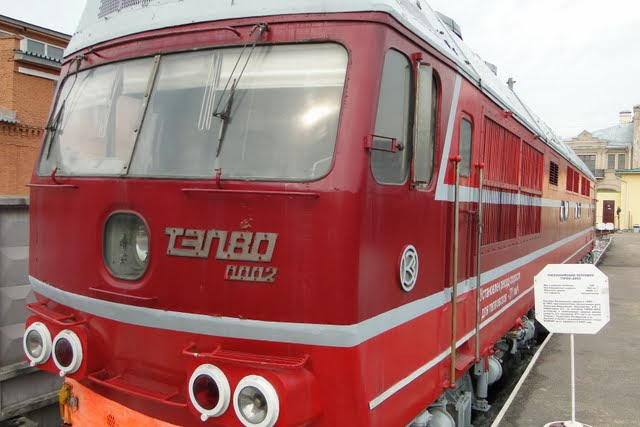
Маркировка на лобовой части тепловоза
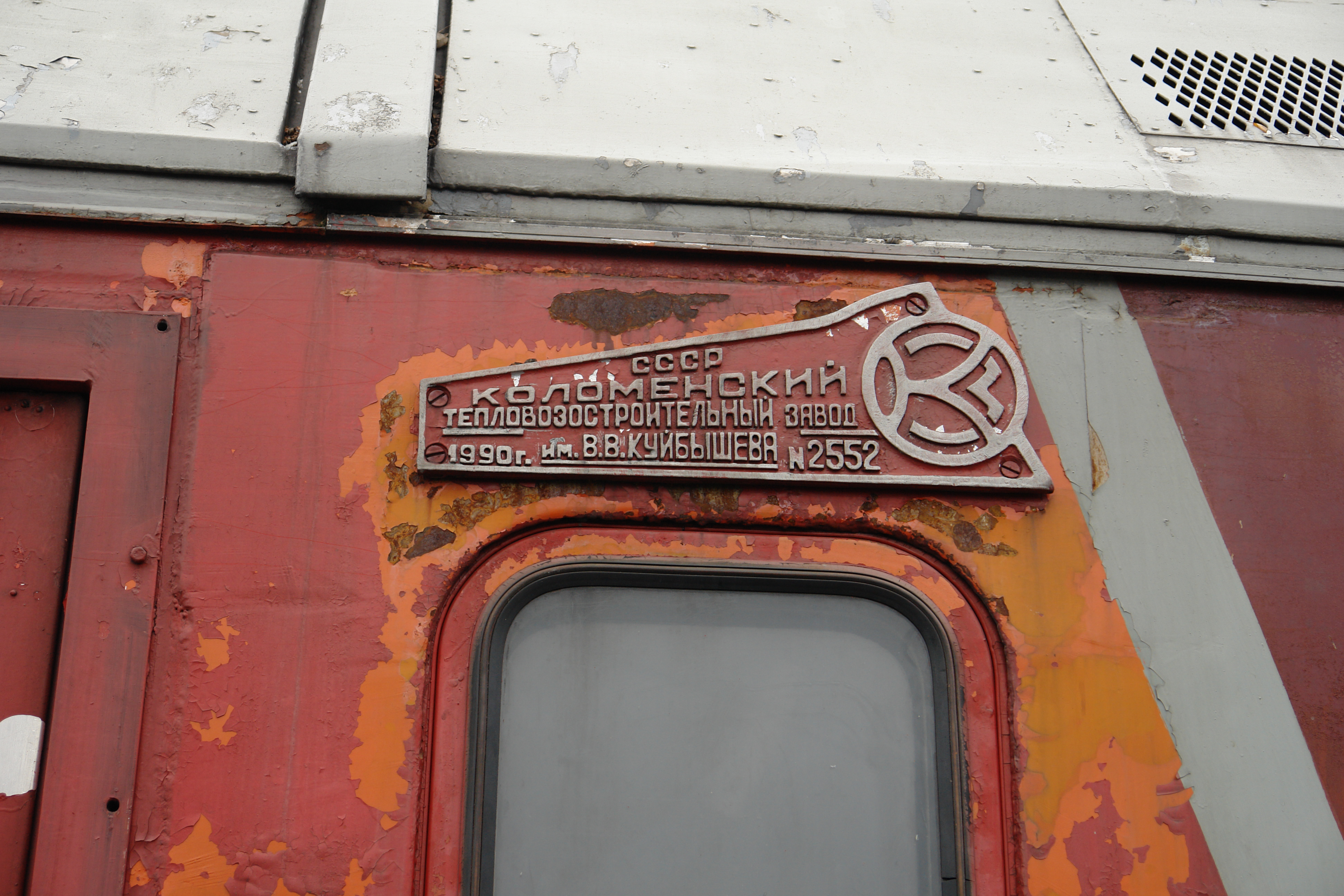
Заводская табличка над дверью тепловоза
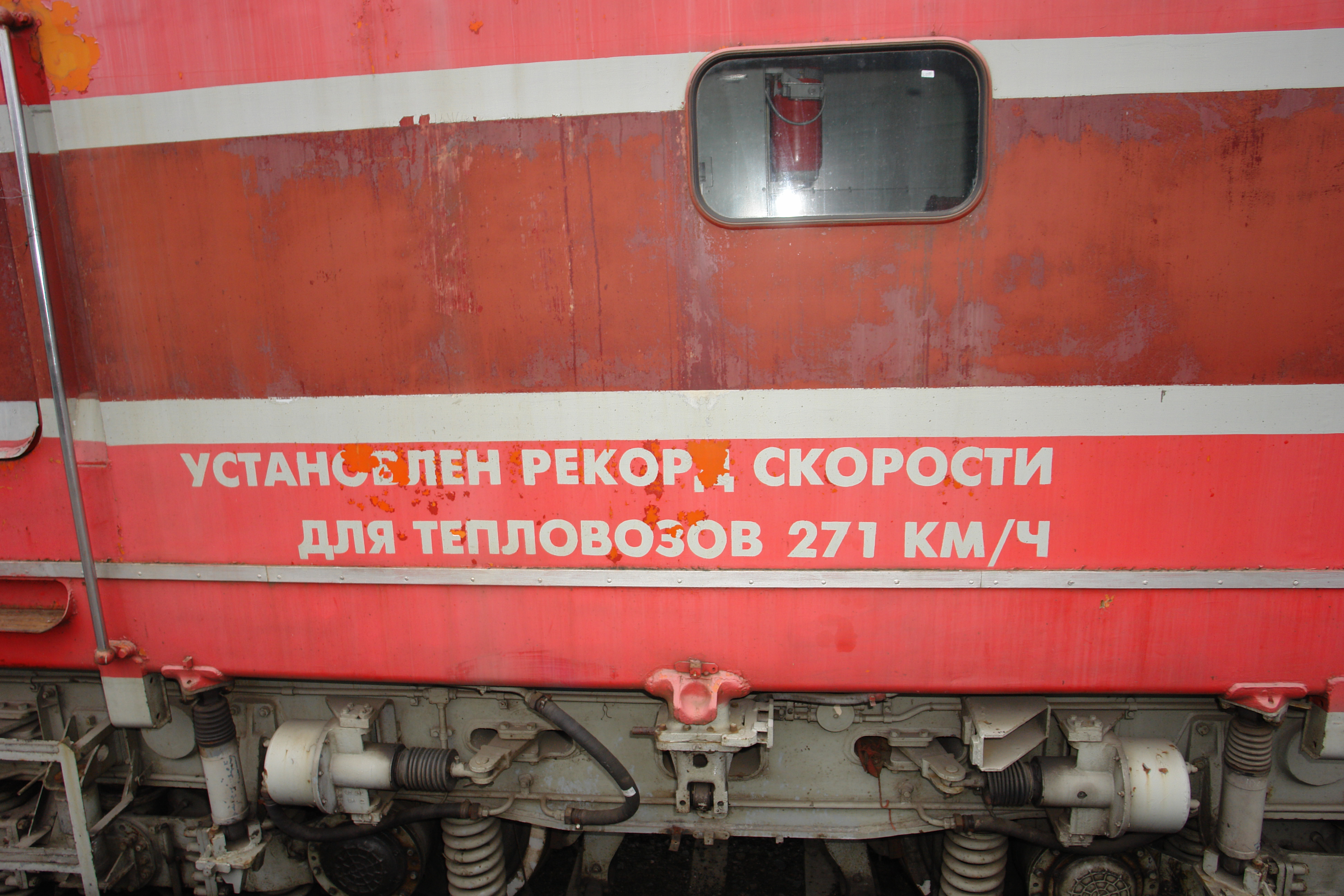
Памятная запись на кузове тепловоза, свидетельствующая об установлении рекорда

### Технические характеристики
В таблице приведены основные характеристики тепловозов серии ТЭП80 в стандартном и в скоростном исполнении в сравнении с тепловозами ТЭП75 и ТЭП70:
| Параметр                                | Параметр                                            | Значение              | Значение              | Значение            | Значение            |
| Параметр                                | Параметр                                            | ТЭП80                 | ТЭП80                 | ТЭП75               | ТЭП70 (серийный)    |
| Осевая формула                          | Осевая формула                                      | 20+20-20+20           | 20+20-20+20           | 30-30               | 30-30               |
| Размеры                                 |                                                     |                       |                       |                     |                     |
| Габарит                                 | Габарит                                             | 1-Т                   | 1-Т                   | 1-Т                 | 1-Т                 |
| Основные размеры, мм                    | Длина по осям автосцепок                            | 24 500                | 24 500                | 21 700              | 21 700              |
| Основные размеры, мм                    | Ширина кузова                                       | 3086                  | 3086                  | 3086                | 3086                |
| Основные размеры, мм                    | Высота                                              | 4975                  | 4975                  | 4975                | 4975                |
| Основные размеры, мм                    | Высота оси автосцепок                               | 1060                  | 1060                  | 1060                | 1060                |
| Размеры ходовой части, мм               | Полная колёсная база                                | 19 900                | 19 900                | 16 850              | 16 850              |
| Размеры ходовой части, мм               | Шкворневая база                                     | 13 700                | 13 700                | 13 790              | 13 790              |
| Размеры ходовой части, мм               | Колёсная база тележек                               | 6200 (1850+2500+1850) | 6200 (1850+2500+1850) | 4300 (2300+2000)    | 4300 (2300+2000)    |
| Размеры ходовой части, мм               | Диаметр новых колёс                                 | 1220                  | 1220                  | 1220                | 1220                |
| Размеры ходовой части, мм               | Ширина колеи                                        | 1520                  | 1520                  | 1520                | 1520                |
| Размеры ходовой части, мм               | Минимальный радиус проходимых кривых                | 125 000               | 125 000               | 125 000             | 125 000             |
| Весовые характеристики                  |                                                     |                       |                       |                     |                     |
| Рабочая масса, т                        | Рабочая масса, т                                    | 180                   | 180                   | 147                 | 135                 |
| Нагрузка от оси на рельсы, кН (тс)      | Нагрузка от оси на рельсы, кН (тс)                  | 221 (22,5)            | 221 (22,5)            | 240 (24,5)          | 221 (22,5)          |
| Запас, кг                               | топлива                                             | 6000                  | 6000                  | 8000                | 6000                |
| Запас, кг                               | воды                                                | ?                     | ?                     | 1103                | 1134                |
| Запас, кг                               | масла                                               | ?                     | ?                     | 1300                | 1000                |
| Запас, кг                               | песка                                               | 800                   | 800                   | 800                 | 600                 |
| Тягово-энергетические характеристики    |                                                     |                       |                       |                     |                     |
| Мощность, кВт (л.с.)                    | дизельного двигателя                                | 4412 (6000)           | 4412 (6000)           | 4412 (6000)         | 2942 (4000)         |
| Мощность, кВт (л.с.)                    | тяговых электродвигателей                           | 8×455 = 3640 (4949)   | 8×455 = 3640 (4949)   | 6×586 = 3516 (4780) | 6×413 = 2478 (3369) |
| Мощность, кВт (л.с.)                    | касательная                                         | 3265 (4440)           | 3265 (4440)           | 3422 (4652)         | 2226 (3027)         |
| Передаточное отношение редуктора        | Передаточное отношение редуктора                    | 78:25 (3,12)          | 67:33 (2,03)          | 78:25 (3,12)        | 78:25 (3,12)        |
| Сила тяги, кН (тс)                      | в длительном режиме                                 | 235 (24)              | 153 (15,6)            | 176 (18)            | 167 (17)            |
| Сила тяги, кН (тс)                      | при конструкционной скорости                        | 73,4 (7,5)            | 48 (4,9)              | 77 (7,9)            | 50 (5,1)            |
| Скорость, км/ч                          | выхода на авторежим                                 | 32                    | 49                    | ?                   | 23                  |
| Скорость, км/ч                          | в длительном режиме                                 | 50                    | 77                    | 70                  | 48                  |
| Скорость, км/ч                          | перехода на 1 ступень ослабления возбуждения        | 77                    | 118                   | ?                   | 77                  |
| Скорость, км/ч                          | возврата с 1 ступени ослабления возбуждения         | 51,5                  | 79                    | ?                   | 51,5                |
| Скорость, км/ч                          | перехода на с 1 на 2 ступень ослабления возбуждения | 105                   | 161                   | —                   | 105                 |
| Скорость, км/ч                          | возврата со 2 на 1 ступень ослабления возбуждения   | 72                    | 111                   | —                   | 72                  |
| Скорость, км/ч                          | конструкционная                                     | 160                   | 245                   | 160                 | 160                 |
| Скорость, км/ч                          | рекордная                                           | 196                   | 271                   | ?                   | ?                   |
| Мощность электрического торможения, кВт | Мощность электрического торможения, кВт             | 4000                  | 4000                  | —                   | 3200                |

## Конструкция

### Кузов
Кузов тепловоза цельнонесущий, имеет ферменно-раскосную конструкцию с элементами панельного типа, с приваренными снизу к раме по центру топливными баками. Кузова создан на основе кузова серийного тепловоза ТЭП70, но имеет большую длину. Крыши съёмные. В них расположены фильтры ЦВС (централизованного воздухоснабжения электромашин), глушитель, электрический тормоз и охладитель наддувочного воздуха. 

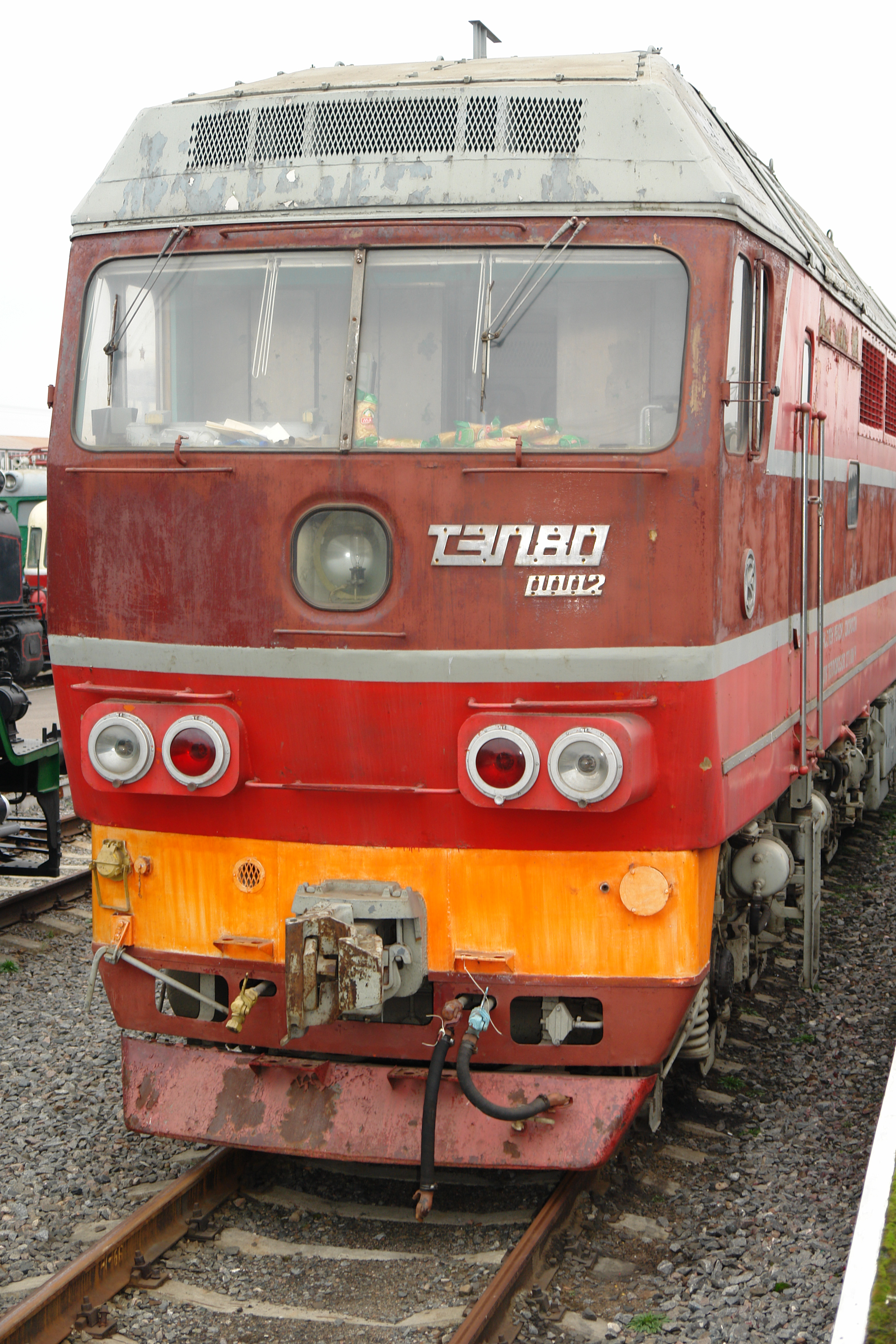
Лобовая часть
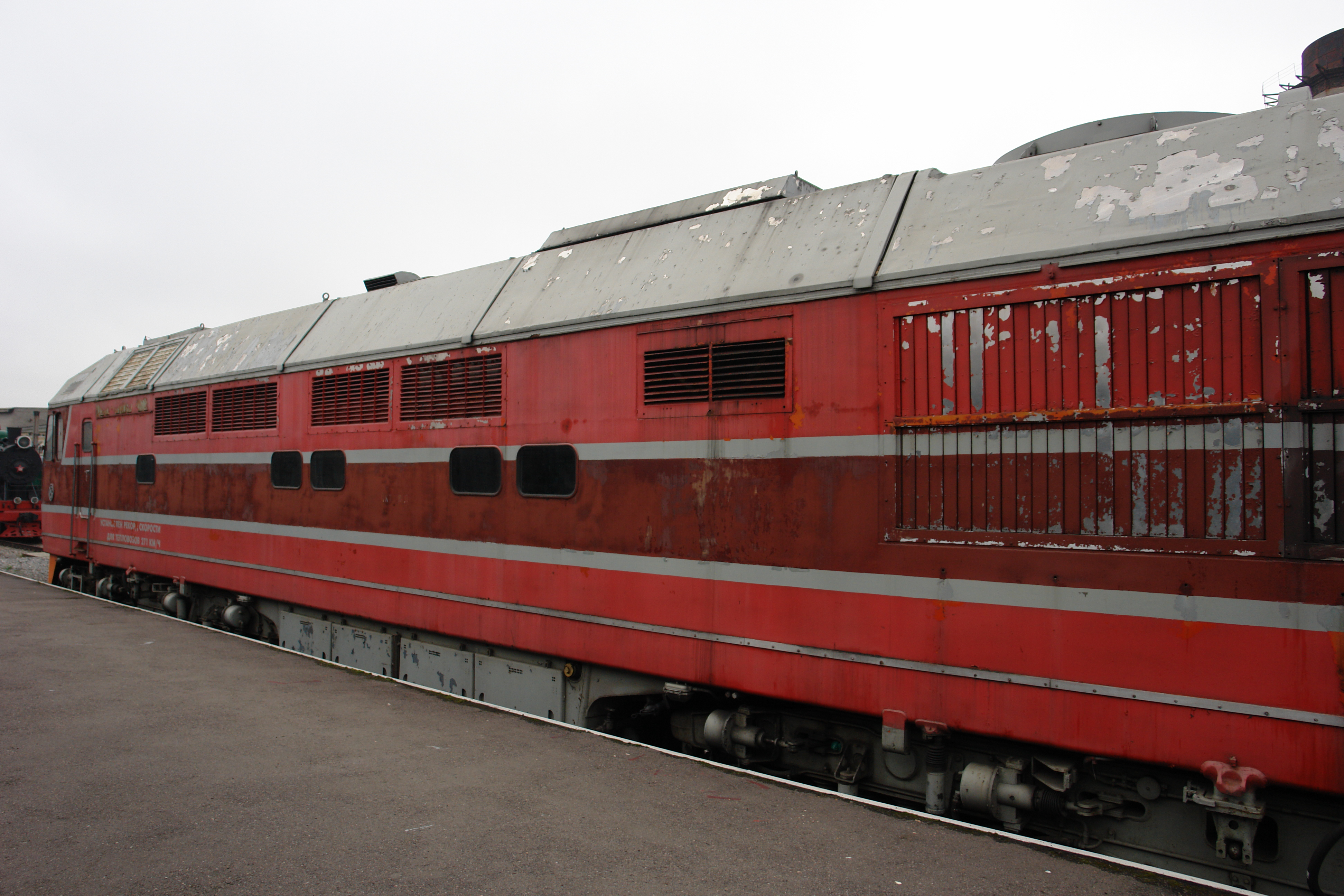
Боковая стена
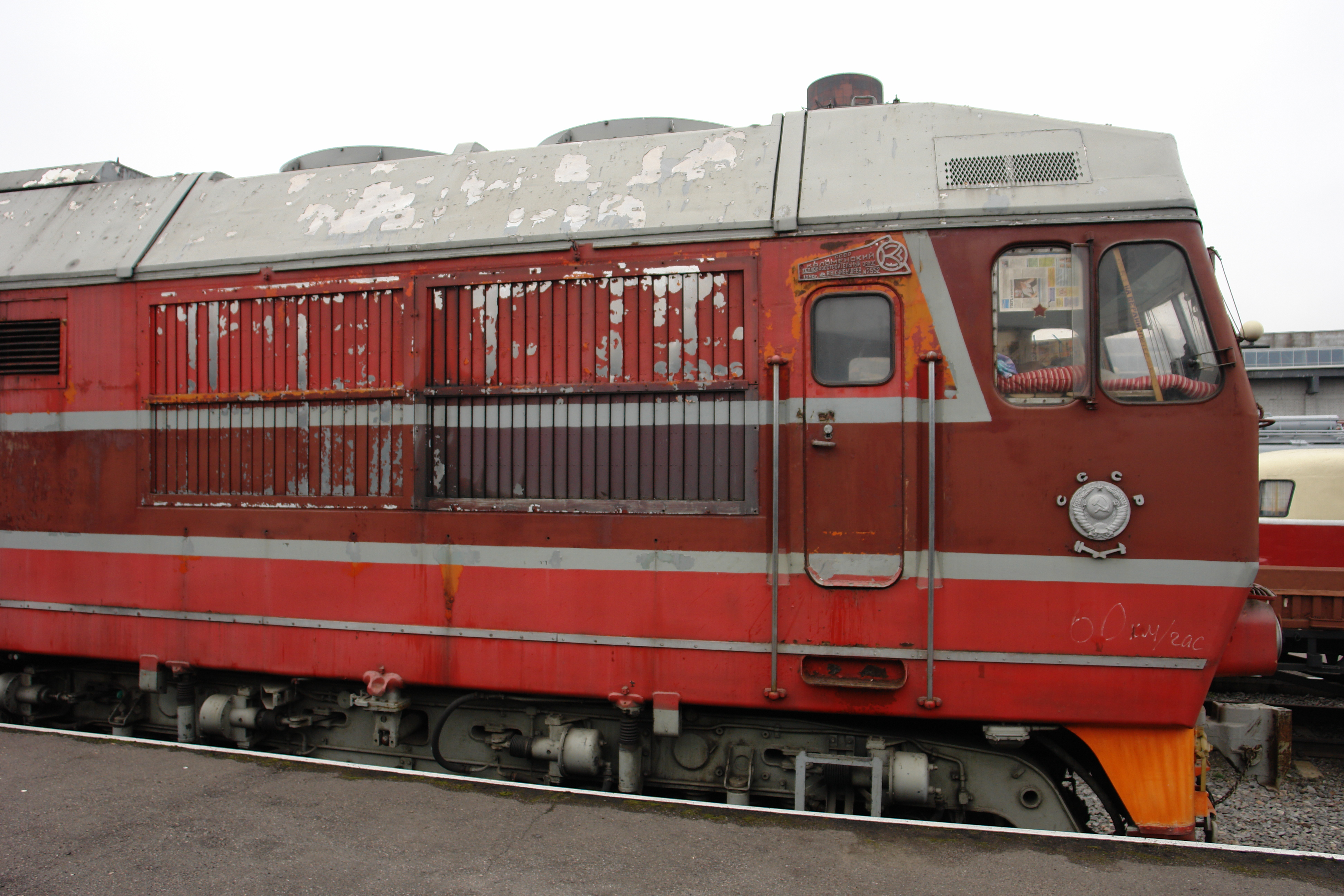
Боковая стена в зоне кабины

### Тележки
Четырёхосные тележки образованы общей жёсткой рамой и попарно сбалансированными колёсными парами, имеют двухступенчатое рессорное подвешивание и индивидуальный опорно-рамный привод. Кузов на раму тележки и рама тележки на колёсные пары опираются при помощи цилиндрических пружин с включёнными гидравлическими гасителями колебаний. Осевая формула 20+20-20+20. Фактически развитие тележки ТЭП70 с добавлением четвёртой оси — тележка стала симметричной. В 1997 году на тепловозе ТЭП80-0002 одна из оригинальных тележек была заменена на четырёхосную тележку изменённой конструкции, аналогичную устанавливаемым на электровозах ЭП200.

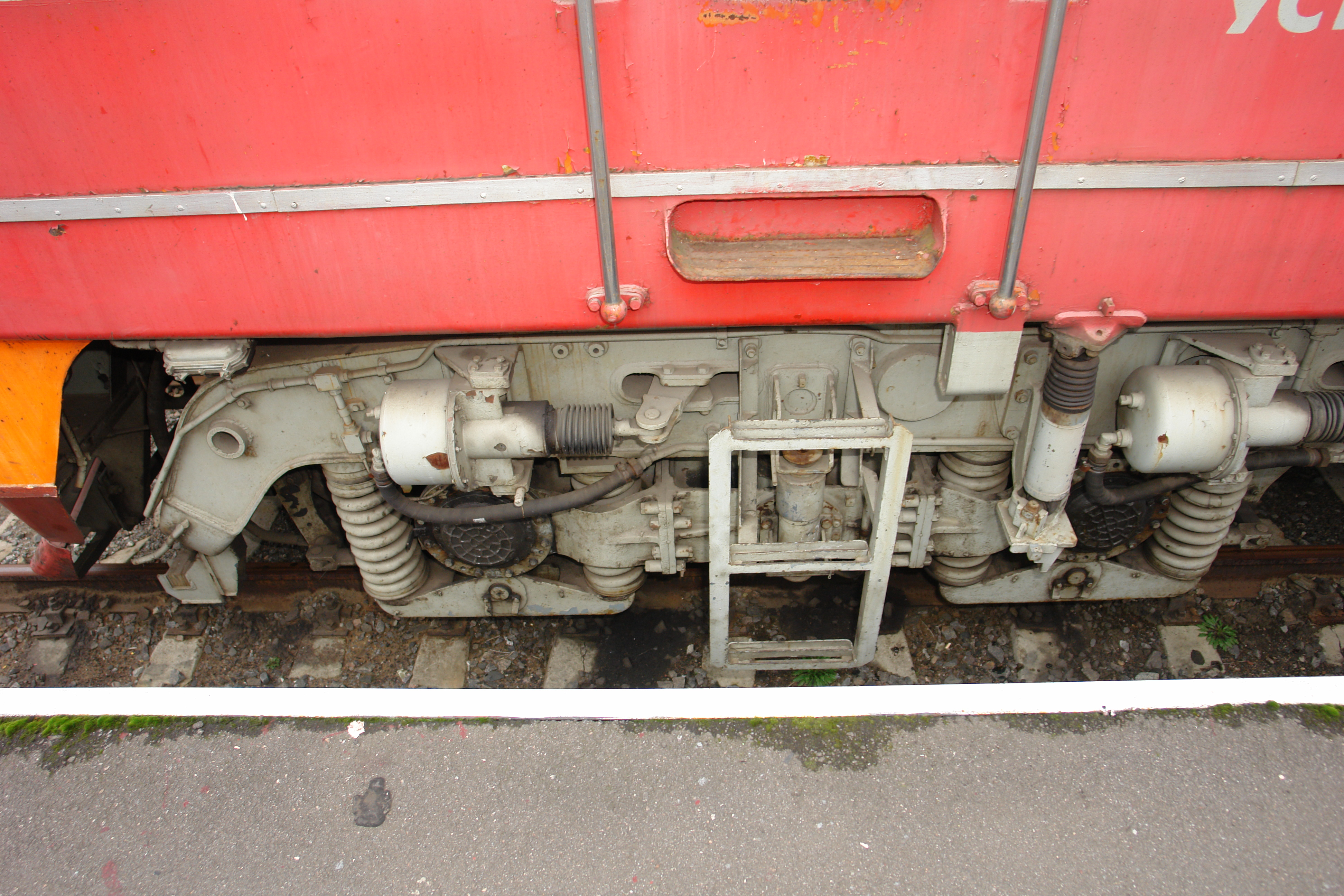
Половина обновлённой тележки тепловоза ТЭП80-0002, аналогичной электровозу ЭП200
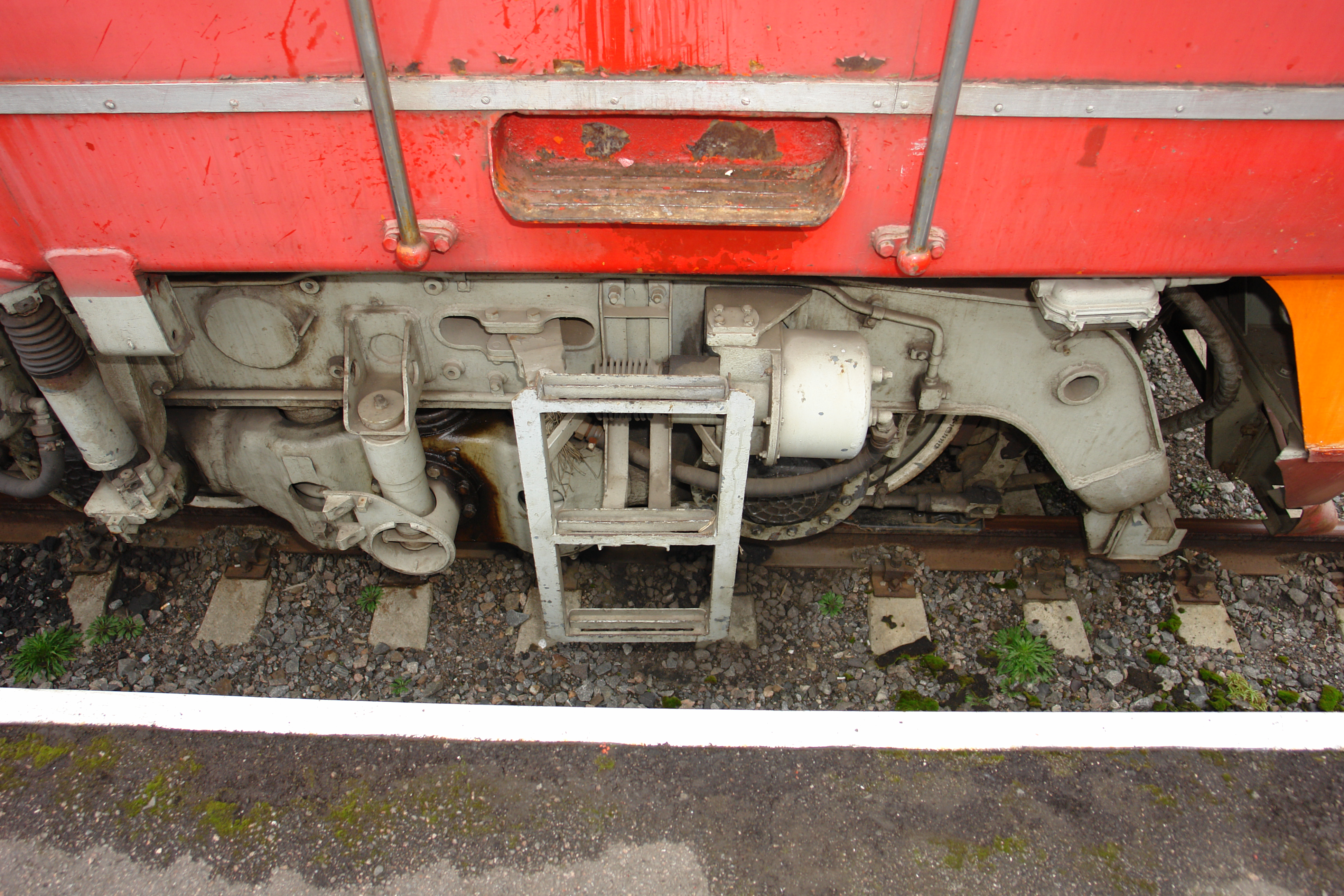
Половина оригинальной тележки тепловоза ТЭП80-0002

### Кабина машиниста

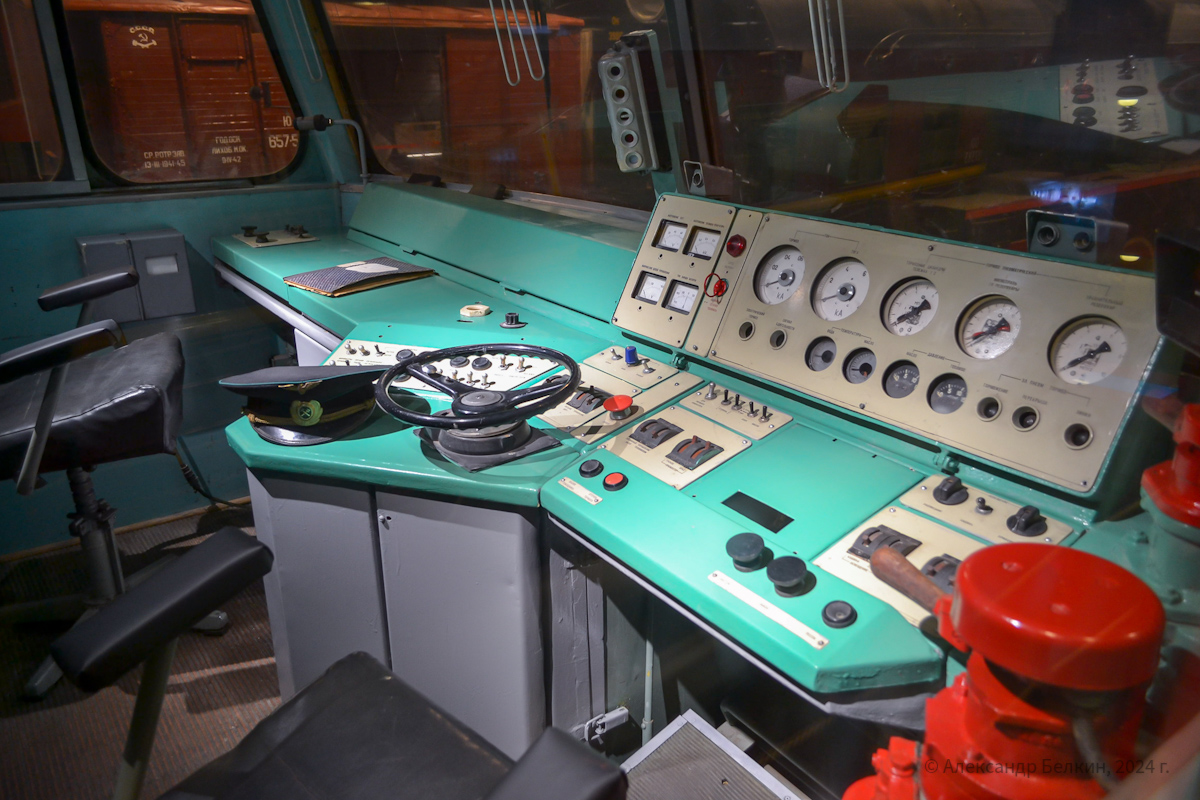
Кабина тепловоза ТЭП80-0002

Кабина машиниста рассчитана на управление тепловозом локомотивной бригады из двух человек — машиниста и помощника, и по конструкции схожа с кабиной ТЭП70. В правой части кабины расположен пульт управления и кресло машиниста, в левой — кресло помощника. Стены кабины окрашены в блекло-бирюзовый цвет. Позади места помощника на задней стенке кабины имеется штурвал стояночного тормоза.
Пульт управления машиниста представляет собой размещённую на трёх тумбах столешницу, которая состоит из двух плоских панелей — горизонтальной с контроллером и основными переключателями перед машинистом и наклонной в передней части кабины, на которой расположены стрелочные измерительные приборы, сигнальные лампы и ряд переключателей. По конструкции он схож с пультом управления тепловоза ТЭП70, но отличается рядом деталей в расположении приборов. Изначально пульт управления имел бежевый цвет, позже у музейного тепловоза ТЭП80-0002 он был перекрашен в бирюзовый. Контроллер машиниста имеет рукоятку штурвального типа и в отличие от ТЭП70 расположен не по центру перед машинистом, а в правой части средней тумбы по левую руку от него. Прямо перед контроллером на наклонной панели слева направо и сверху вниз размещены четыре прямоугольных стрелочных прибора — три вольтметра напряжений электропневматического тормоза, тягового генератора, цепей управления и амперметр тока заряда аккумуляторной батареи; правее размещены кнопка сброса нагрузки и рычажок экстренного торможения. Ещё правее в основной зоне напротив машиниста установлены (слева направо) большие круглые стрелочные приборы: амперметр тягового тока, амперметр ЭДТ, манометр тормозных цилиндров, манометр тормозной и питательной магистрали, и манометр уравнительного резервуара. Ниже, слева направо размещены сигнальные лампы электродинамического тормоза и сигнала бдительности, два комплекта приборов для контроля температуры воды и масла дизеля и давления масла и топлива дизеля (термометры и манометры), сигнальные лампы пневматического тормоза. На горизонтальной части пульта имеется три приборные панели — одна перед штурвалом контроллера напротив вольтметров и две на основной части основного пульта напротив амперметров и манометров, которые имеют кнопки, тумблеры и переключатели для управления разными системами тепловоза (вентиляция, вода, топливные и масляные насосы, осветительные приборы, по центру имеется предметный столик; е щё одна приборная панель управления расположена по диагонали слева от контроллера. Возле края слева расположены кнопки отпуска тормозов и вызова помощника машиниста, а справа кнопки тифона, свистка и подачи песка. Справа от пульта управления расположены пневматические тормозные краны усл. № 395 и 254, а на углу между лобовым и боковым стёклами подвешен скоростемер. Часть переключателей и приборов расположена на небольшом пульте помощника машиниста. Под потолком кабины над стеклом размещены сигнальные лампы.

### Силовая часть
На рамах тележек тепловоза установлены восемь тяговых электродвигателей (ТЭД) типа ЭД-121В в исполнении УХЛ1 мощностью по 455 кВт каждый, питающихся выпрямленным током и являющихся более мощной разновидностью электродвигателей ЭД-121А мощностью 411 кВт, устанавливаемых на тепловозах ТЭП70. 
На самом тепловозе установлены тяговой генератор переменного тока ГС-519У2 мощностью 4000 кВт и V-образный четырёхтактный 20-цилиндровый дизель 1Д49 (20ЧН26/26) мощностью 4412 кВт (6000 л. с.) при 1100 мин–1, с двухступенчатым турбонаддувом и двойным охлаждением наддувочного воздуха. Турбонаддувный агрегат ТНА2 — два турбокомпрессора, включённые последовательно, выхлопные газы проходят сперва турбину высокого давления (привода компрессора II ступени), затем турбину низкого давления (привод компрессора I ступени), а наддувочный воздух охлаждается после каждого из компрессоров — I и II ступеней. Система охлаждения дизеля принудительная, закрытая (высокотемпературная), двухконтурная, шахтного типа с двухрядным расположением секций и гидростатическим приводом двух вентиляторов. Дизель и генератор вместе представляют собой дизель-генераторный агрегат 2-10ДГ.
На тепловозе имеется система подогрева теплоносителей и система автоматического регулирования торможения и электропередачи. Также тепловоз оборудован электрическим реостатным тормозом мощностью тормозных резисторов 4000 кВт. Кроме этого предусмотрена установка систем, основанных на применении микропроцессорной техники: система диагностики и управления тепловозом (СЦКДУ-Т), система комплексного регулирования и защиты тепловозного дизель-генератора (СКРЗД-1) и система централизованного контроля.

## Испытания и эксплуатация
Тепловоз ТЭП80-0001 весной 1989 года пришёл с завода своим ходом на экспериментальное кольцо ВНИИЖТ в Щербинке, где демонстрировался на территории депо кольца на международной выставке «Железнодорожный транспорт — 89». В 1991 году оба тепловоза под руководством ВНИИЖТа прошли цикл приёмочных испытаний, в ходе которых они разгонялись до 196 км/ч. Испытания подтвердили хорошие динамические характеристики новых локомотивов и воздействие на путь в пределах допустимых значений.
Тепловоз № 0001 по окончании приёмочных испытаний поступил в опытную эксплуатацию на Октябрьскую железную дорогу в депо Великие Луки для обслуживания скорых поездов на Рижском направлении, где работал совместно с тепловозами 2ТЭП60, преимущественно с поездами 001/002 «Латвия» (впоследствии «Latvijas Ekspresis») и 003/004 «Юрмала». В конце 1990-х вследствие неисправностей дизеля тепловоз был отставлен от поездной работы и законсервирован, поскольку средств на восстановление несерийной силовой установки получено не было. При этом пассажирские тепловозы повышенной мощности оказались невостребованными, поскольку по причине распада СССР, в частности отделения Латвии, и последовавшего экономического кризиса, пассажиропоток на железных дорогах России в целом и на Рижском ходу в частности существенно снизился. В результате количество вагонов в пассажирских поездах было сокращено, и для их вождения стало достаточно серийно выпускаемых тепловозов ТЭП70.

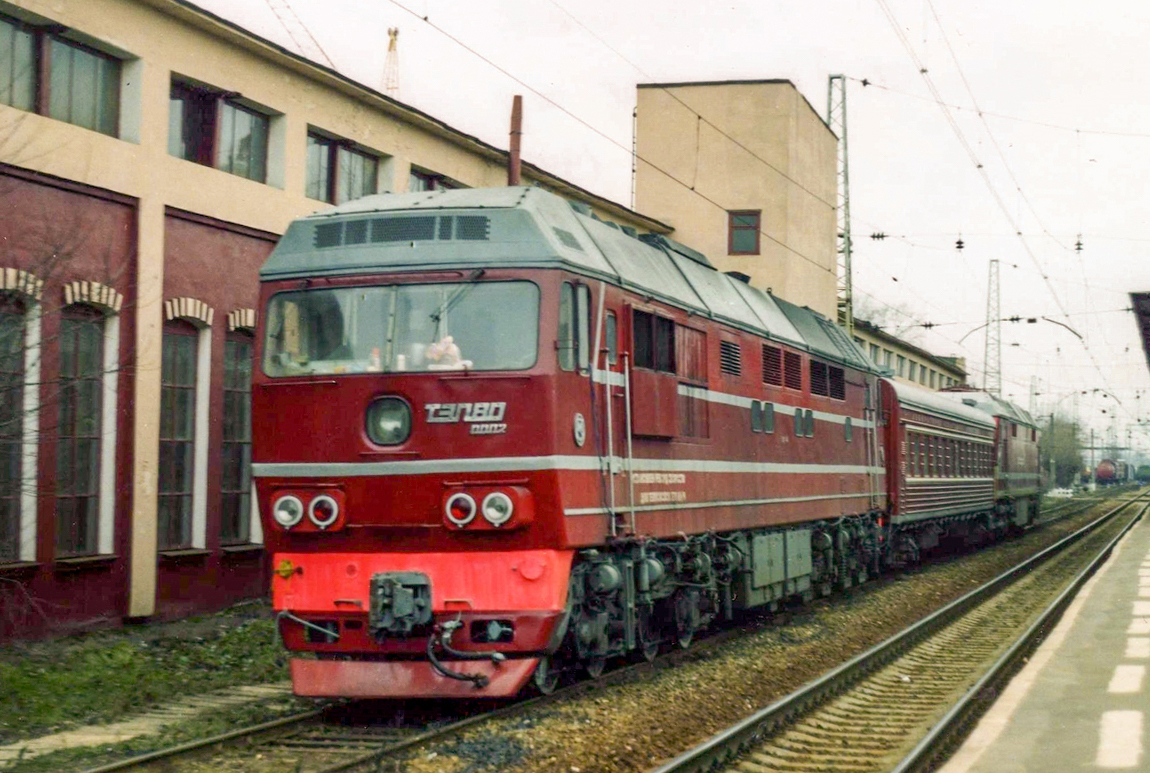
ТЭП80-0002 с вагоном-лабораторией и электровозом ЭП200 в 1997 году на станции

Тепловоз № 0002 остался закреплён за Всероссийским научно-исследовательским институтом железнодорожного транспорта и в дальнейшем в эксплуатацию с пассажирскими поездами не поступал. На нём было решено провести цикл скоростных испытаний для изучения работы новой четырёхосной тележки на скоростях до 250 км/ч, которую планировалось использовать на перспективных высокоскоростных электровозах. Ввиду необходимости разгона тепловоза до скоростей, превышавших возможности тяговых электродвигателей локомотива, он был отправлен на завод, где его редукторы были заменены на новые с меньшим передаточным числом (2,03 вместо 3,12). 
В 1992 году модернизированный тепловоз с вагоном-лабораторией развил скорость 262 км/ч. На этом рубеже возможности вагона-лаборатории были исчерпаны, в результате чего перешли к установке исследовательского оборудования непосредственно на тепловоз, разместив на нём более 600 датчиков. 5 октября 1993 года в одиночку на перегоне Шлюз — Дорошиха была проведена поездка со скоростями до 271 км/ч, что стало мировым рекордом скорости для тепловозов, о чём впоследствии на кузове локомотива была нанесена надпись.
В дальнейшем тепловоз принимал участие в испытаниях подвижного состава на Щербинском кольце ВНИИЖТ, а также на линии Санкт-Петербург — Москва. В ноябре 1997 года он демонстрировался на Витебском вокзале Санкт-Петербурга вместе с ТЭП70, а также принимал участие в динамических испытаниях нового скоростного электровоза ЭП200, сконструированного на основе ТЭП80, вместе с ним и вагоном лабораторией, выступая в роли тяговой единицы. Скоростной тепловоз потребовался по той причине, что скорости в 200 км/ч и выше можно было развить только на линии Санкт-Петербург — Москва, электрифицированной постоянным током, в то время как ЭП200 был создан для перспективных высокоскоростных линий с электрификацией переменным током напряжения 25 кВ, которых в России не было, а на существующих линиях с такой электрификацией нельзя было разгоняться до требуемых скоростей. При этом одна из оригинальных тележек на тепловозе была заменена на новую, по конструкции аналогичную тележке на ЭП200 и имеющую ряд отличий от первоначальной. Позднее в 2001 году тепловоз с составом из двух вагонов-лабораторий также принимал участие в испытаниях электропоезда ЭС250 «Сокол» на данной линии.

## Сохранение в музеях
Первый тепловоз после отстранения от эксплуатации подвергся демонтажу значительной части внутреннего оборудования и затем долгое время простаивал на территории Коломенского завода и на базе запаса Дно, при этом он частично проржавел. Лишь в 2009 году его было решено сохранить и отправить в железнодорожный музей. В 2009 году тепловоз был отправлен в депо Барнаул, где был заново покрашен, при этом белые и красные буферные фонари на нём поменяли местами, а утерянную заводскую табличку заменили табличкой от тепловоза ТЭП60 1984 года выпуска. После этого тепловоз был выставлен в Новосибирском музее железнодорожной техники на станции Сеятель.
Второй тепловоз до конца 2007 года большую часть времени простаивал на территории депо кольца ВНИИЖТ в Щербинке, а затем был передан в Санкт-Петербургский Музей железных дорог России и выставлен на Варшавском вокзале. В 2017 году в связи с застройкой территории бывшего вокзала тепловоз вместе с остальным музейным подвижным составом был переведён в новый комплекс музея возле Балтийского вокзала, при этом поначалу он стоял на улице, но затем был размещён внутри одного из зданий музея.

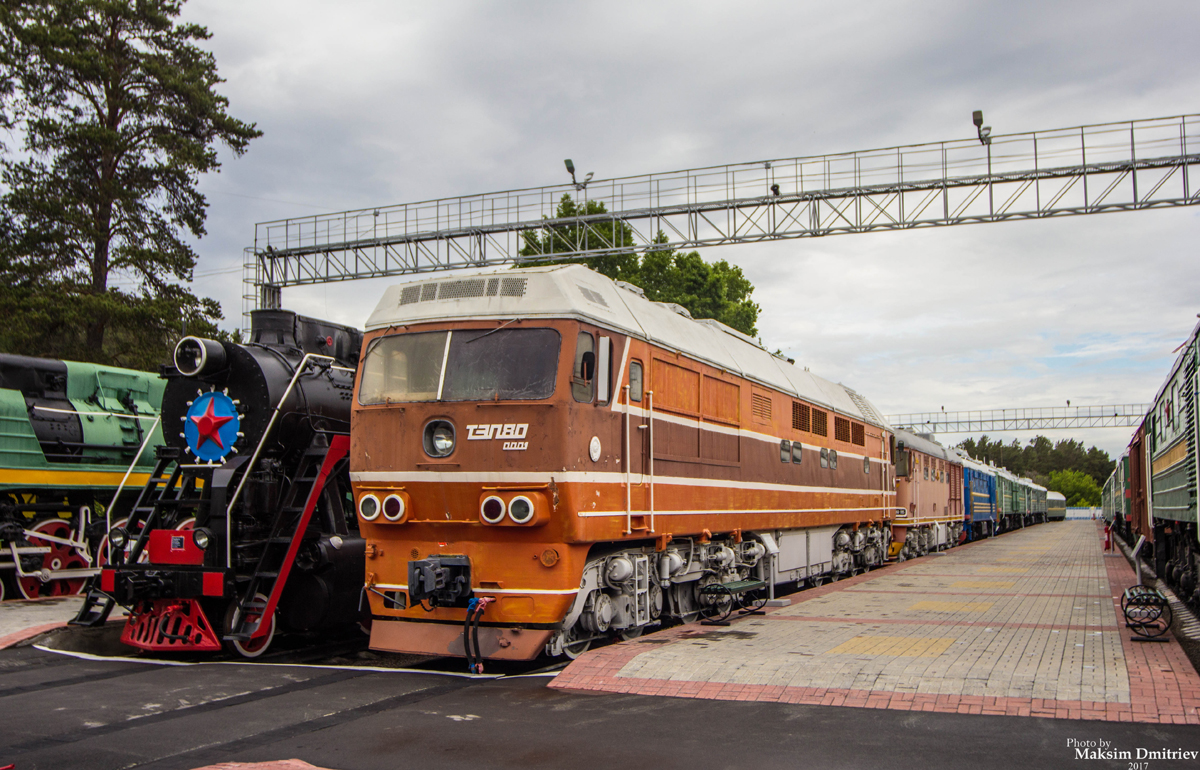
ТЭП80-0001 в Новосибирском музее
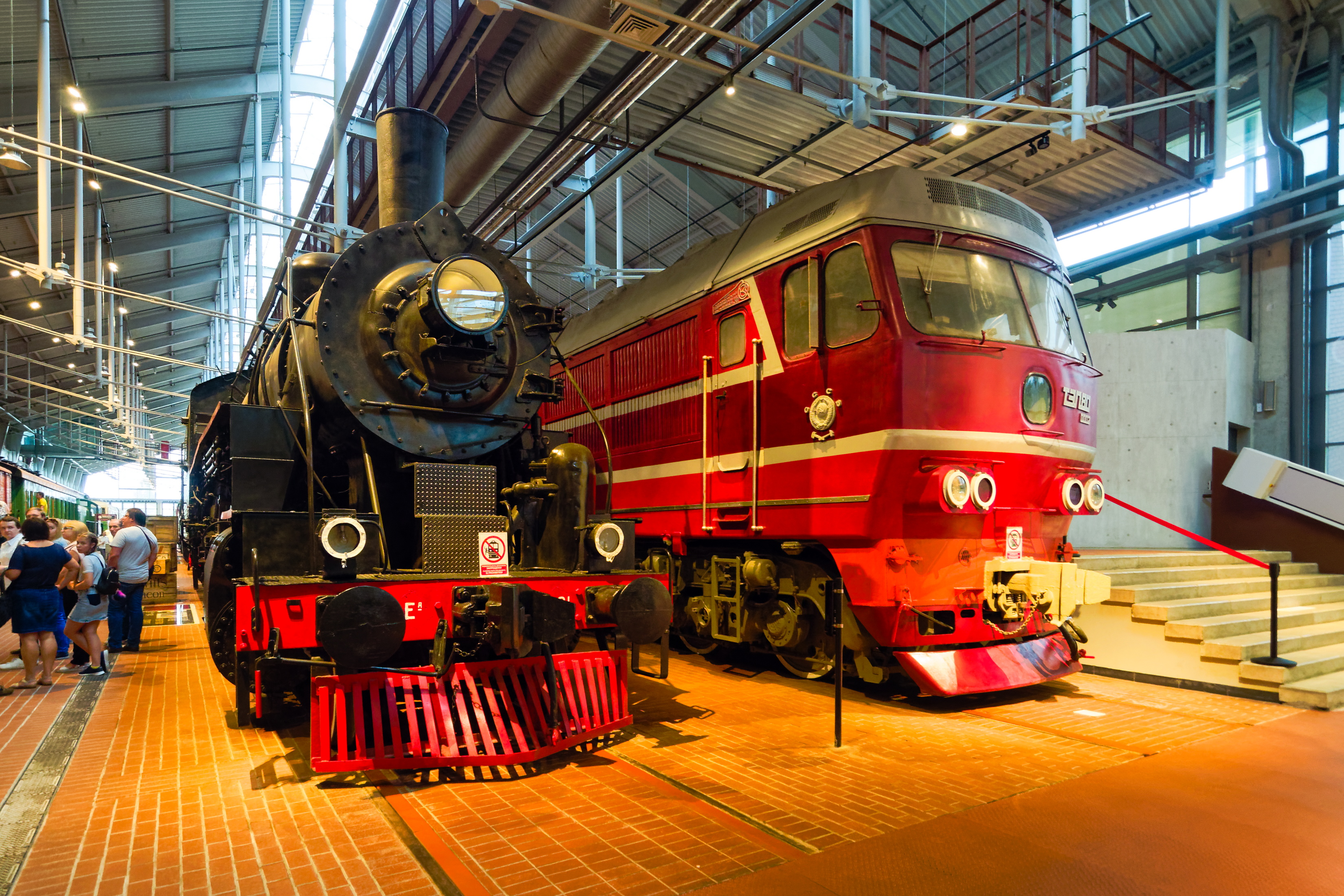
ТЭП80-0002 в Санкт-Петербургском музее

### Комментарии
1. ↑  Данные скорости и силы тяги для скоростного исполнения приведены на основе данных для тепловоза стандартного исполнения, исходя из пропорционального соотношения передаточного числа обычного и скоростного редукторов 3,12/2,03
2. ↑  По другим данным тепловоз мог развивать силу тяги до 246,8 кН
3. ↑  По плану — 3200, не был установлен из-за чрезмерной осевой нагрузки
4. ↑  В некоторых источниках ошибочно указана суммарная мощность тяговых двигателей в 4552 кВт, не соответствующая действительности: мощность двигателей должна незначительно превышать касательную мощность (3264 кВт) и при этом быть меньше мощности тягового генератора (4000 кВт) и особенно дизеля (4412 кВт)